# Bara (género)
Bara (薔薇?), también conocido como manga gay (ゲイ漫画) o con el término wasei-eigo «Men's Love» (メンズラブ Menzurabu?) o «ML», es un término de jerga japonés para referirse a un género de publicaciones ilustradas, mangas y animes homoeróticos masculinos. El bara se considera un subgénero gay del hentai, generalmente creados por y para varones homosexuales. El género bara surgió en la década de 1960 en revistas de contenido fetichista que mostraban ilustraciones y textos homosexuales. Además de los manga bara, también denominados gei komi (ゲイ　コミ?  cómics gais), ilustraciones y grabados existen varios videojuegos eróticos bara, además de novelas y dibujos animados. El bara es principalmente un fenómeno japonés, con publicaciones de tirada limitada en occidente, aunque también ha logrado difusión a través de scanlations por comunidades gais de internet.
El bara puede variar de estilo visual y de argumentos, pero generalmente representa hombres fornidos de aspecto masculino, que pueden variar en su complexión y cantidad de vello corporal desde los hombres atléticos y musculados hasta los de tipo oso  (熊 kuma?), lo que le diferencia del género yaoi que representa hombres esbeltos y de aspecto juvenil. Además el yaoi a pesar de plasmar relaciones homosexuales masculinas está dirigido principalmente al público femenino mientras que el bara se dirige principalmente al público gay. El yaoi presenta idealizados bishōnen que siguen la fórmula de emparejar a un personaje dominante, seme, con uno sumiso, uke, muchas veces centrándose en los sentimientos de relaciones platónicas. En cambio el bara además de romanticismo generalmente muestra sexo explícito entre hombres (en ocasiones incluso violento), a alguna representando relaciones más «realistas», llegando a contener historias autobiográficas.

## Etimología
El término bara para referirse a publicaciones de contenido homosexual masculino surgió en los años 1960, posiblemente por Bara kei (Pena por las rosas, publicado en 1961), una colección de fotografías de semidesnudos del escritor gay Yukio Mishima del fotógrafo Eikoh Hosoe, y que reforzaría su significado con la aparición de una de las primeras revistas para gais Barazoku (薔薇族?  lit. tribu rosa), fundada en 1971 siendo la primera revista gay asiática que se vendió en librerías. Bara-eiga (películas rosas) es el término usado desde los años 1980 para denominar al cine de temática gay.

## Historia
La cultura japonesa tiene una larga tradición de representación artística homosexual, representada en el arte danshoku-shunga. Sin embargo Gengoroh Tagame distingue estas representaciones tradicionales de la sexualidad de las representaciones más personales e íntimas de la sexualidad del homoerotismo moderno.
Según Tagame, la historia del arte homoerótico masculino en Japón se remonta hasta Fuzokukitan, una revista de fetichismo que se publicó entre 1960 y 1974. Aunque contenía historias heterosexuales y lésbicas, Fuzokukitan se diferenció de sus competidores por presentar cada vez mayor cantidad de contenido homosexual masculino, y mostrar dibujos eróticos masculinos en su portada con más frecuencia que las demás publicaciones. En Fuzokukitan empezaron varios de los principales artistas del bara como Tatsuji Okawa, Sanshi Funayama, Go Mishima y Go Hirano. También aparecieron otros populares artistas como Oda Toshimi y Adachi Eikichi, además de artistas occidentales como George Quaintance y Tom of Finland, que participaban en las revistas beefcake americanas. Una figura importante detrás de la publicación era el escritor y editor Hiroshi Mamiya, que posteriormente se uniría a Barazoku. La publicación creció durante toda la década pero al finalizar esta todos los artistas mencionados anteriormente dejaron Fuzokukitan.
En 1964 se fundó una revista de pequeña tirada y distribución restringida llamada Bara convirtiéndose en la pionera de las revistas gais japonesas Mishima, Funayama y Adachi participaron Bara tras dejar Fuzokukitan, lo que provocaría la posterior desaparición de esta última. En 1971 se fundó Barazoku, la primera revista gay publicada comercialmente. Pronto le siguieron otras revistas como Sabu y Adon, presentando nuevos artistas como Ishihara Gojin y Hayashi Gekko.
La fotografía homoerótica también contribuyó al desarrollo del género bara, con fotógrafos como Tamotsu Yatō y Haga Kuro. En las décadas de 1970 y 1980 el número de revistas gais creció rápidamente y empezaron a especializarse en sectores como por ejemplo los chubby chasers, lo que también hizo que los dibujantes se especializaran. La cultura gay del extranjero, sus ilustraciones y forma de vida encontraron también medios de representación en publicaciones como MLMW, incrementando su influencia en la segunda generación de ilustradores bara, entre los que estaba Sadao Hasegawa, que publicaba en Barazoku, Sabu, Adon, MLMW, Samson, y posteriormente en SM-Z, además de artistas como Junichi Yamakawa y Kimura Ben, cuyas representaciones de los hombres eran atléticas y realistas. En esta segunda generación desaparece la pena y la oscuridad apreciable de forma general en las obras de la primera generación, ya que los homosexuales japoneses de la época se ha habían liberado bastante. Se representan homosexualmente sexualizados de toda clase de contextos, desde expresiones culturales japonesas como la espiritualidad de los samurais o la yakuza, hasta la exaltación de los cuerpos de los deportistas.
Tras la aparición de la segunda generación, al final de los 1980 y los 1990, las principales revistas gais siguen publicando pero los artículos extra como libros de fotografías y dibujos, y las revistas de gran formato desaparecen, al mismo tiempo que las revistas de información general empiezan a presentar artículos de interés gay. A mediados de los 1990 las principales revistas del género como Badi y G-men ampliaron el espectro de sus temas incluyendo aspectos de la cultura gay, las manifestaciones del orgullo, el mercado gay, noticias sobre el sida, los clubes gais, además de sus contenidos clásicos de relatos de ficción, material erótico y anuncios de contactos. En la década de los 1990 las revistas clásicas experimentaron una crisis. Al inicio de la década la revista Adon intentó cambiar más radicalmente su contenido para centrarse en los estilos de vida y la política alejándose del erotismo y el entretenimiento ligero típicos de las revistas gais de la época, eliminando las imágenes pornográficas, y reduciendo sus secciones fotográficas y de relatos. Este nuevo enfoque no funcionó y la revista desapareció del mercado en 1996. La revista Barazoku dejó de publicarse en 2004 definitivamente, tras intentar comenzar de nuevo sin éxito varias veces. La desaparición de Barazoku se ha asociado a la preferencia de los lectores modernos por la temática sexual, la música, moda, clubes a las noticias y la política. La revista Sabu también fue declinando y dejó de publicarse en 2001.
En el inicio del siglo XXI existen más artistas dedicados al género y más variedad de revistas gais que en los 1990. Artistas de manga gay como Gai Mizuki surgieron como creadores prolíficos de dōjinshi, creando obras derivadas inspiradas en slash basadas en propiedades de medios como Attack on Titan y Fate/Zero.

## Manga
El manga bara, también conocido en Japón como gei comi, tiene menor difusión que el yaoi, aunque Kuso Miso Technique, creado en 1987 como un manga de un solo capítulo publicado en Barazoku, se ha convertido en un título clásico del manga gay. Muy pocos mangas bara han conseguido publicarse fuera de Japón, aunque los más populares como las obras de Gengoroh Tagame y Jiraiya se han editado en francés y español. Pero sí que se han llegado a occidente bastantes obras del género por medio de scanlations al inglés y otros idiomas en internet.

### Características del manga bara
A pesar de que el incremento del número de antologías de bara ha producido que se hagan historias más largas y series, el tipo de historia tipo del bara es la de un solo capítulo. En el bara el personaje gay protagonista generalmente es un hombre musculoso y fornido, aunque su complexión puede variar sin aproximarse a los tipos esbeltos y delicados comunes en el yaoi. Además el bara suele contener historias menos idealizadas que en el yaoi y representaciones más realistas de la vida de los hombres gais actuales (como historias con marchas del orgullo gay, matrimonios gais, salidas del armario, ligues, sexo explícito…), pero McLelland y otros apuntan que generalmente se hace más hincapié en el sexo que en el establecimiento de relaciones duraderas. Las historias para gais de las revistas generalistas de los años 1990 suelen representar estructuras de poder con diferencia de edad o estatus social, donde normalmente un hombre mayor utiliza a uno más joven o subordinado con propósitos sexuales.
Both McLelland También son comunes los temas eróticos BDSM y violentos. Lunsing indica que en la narrativa del gei comi aparecen algunas expresiones de irritación de los hombres gais hacia el manga yaoi, representados mediante violaciones y cierta misoginia y que carece de una identidad gay al estilo occidental. En las publicaciones manga más recientes publicadas en colecciones dirigidas al público gay las historias frecuentemente invierten los papeles mayor activo y joven pasivo o muestran jóvenes activos de pequeña estatura frecuentemente con empleos de cuello blanco que persiguen a hombres mayores y de mayor envergadura pasivos y con empleos manuales, y viceversa. Con esto termina en tener los mismos teas del yaoi y coincidiendo principalmente en representar a los pasivos como tímidos, reacios o inseguros de su sexualidad, aunque actualmente existen historias yaoi que se alejan de estos estereotipos y toman caminos más libres, incluso invirtiendo los roles de los personajes y haciendo más hincapié en el desarrollo de sus relaciones. El sexo no consentido o el BDSM siguen siendo temas comunes, aunque también se han hecho populares las historias románticas.

### Creadores famosos
Gengoroh Tagame se considera el ilustrador más famoso e influyente del manga gay de Japón hasta la fecha. La mayoría de sus obras primero se publican en revistas gais por capítulos y luego se editan las historias completas en libros manga. Sus historias se caracterizan por representar violencia sexual extrema, como relaciones sado-masoquistas, violaciones y torturas. Se ha citado a las ilustraciones de hombres musculosos y velludos de Tagame como el catalizador que hizo que cambiara la moda entre los gais Tokio, tras su aparición en G-men en 1995, pasando de la imagen de hombres esbeltos y perfectamente afeitados que aparece en el yaoi hacia estilos más masculinos y fornidos. La obra de Tagame ha sido criticada por el escritor de manga gay Susumu Hirosegawa que lo ha calificado de mero «teatro SM» debido a su exceso de violencia y falta de líneas argumentales complejas. Las primeras obras de Susumu Hirosegawa era de yaoi, pero más tarde se pasó al manga bara. Las obras de Hirosegawa no siempre contienen relaciones sexuales, y hace hincapié en los argumentos de las historias, aunque cuando aparece el sexo a menudo también prepresenta relaciones sadomasoquistas y violaciones, en las cuales la supuesta víctima disfruta la experiencia.
En cambio la obra de Jiraiya se aleja completamente de la violencia de los anteriores. Se caracteriza por representar relaciones amorosas y sexuales en situaciones realistas y cotidianas, a las que según los argumentos puede añadir toques de romanticismo o comedia. En sus ilustraciones el tipo de hombres más frecuente es el de los osos.
Otros artistas destacados son Takeshi Matsu, Inaki Matsumoto, Sansuke Yamada, Matsuzaki Tsukasa y Go Fujimoto.

## Medios de comunicación

### Publicaciones en Japón
Hasta principios de la década de 2000, el manga gay se publicaba exclusivamente en revistas gay de interés general. Estas revistas normalmente publicaban one-shots de 8 a 24 páginas (historias independientes de un solo capítulo), aunque algunas revistas, en particular G-men, publicaban historias serializadas. Se hicieron varios intentos de crear publicaciones dedicadas exclusivamente al manga gay antes de la década de 2000, en particular Bara-Komi en 1986 y P-Nuts en 1996, aunque ninguna tuvo éxito comercial.
En 2002, Kosai Comics (光彩コミックス), editorial especializada en boys' love (BL), lanzó la antología de manga Kinniku-Otoko (筋肉男, "Muscleman"), una antología trimestral que presenta lo que el editor denominó "muscle BL" dirigida a una audiencia cruzada de lectores de yaoi y bara. Muchos de los colaboradores de Kinniku-Otoko comenzaron sus carreras de manga como creadores de dōjinshi, y la mayoría eran mujeres; con el tiempo, Kinniku-Otoko llegó a incluir artistas masculinos homosexuales, en particular el artista de manga gay Takeshi Matsu, quien hizo su debut como artista erótico en la antología.
En 2004, la empresa matriz de G-men, Furukawa Shobu, publicó un par de antologías de manga dirigidas a hombres homosexuales, Bakudan (publicada trimestralmente) y Gekidan (publicada bimestralmente). Los títulos individuales de estas antologías se recopilaron en tankōbon bajo el sello Bakudan Comics. En 2006, la editorial de boys' love Aqua Comics (un sello de Oakla Publishing) comenzó a publicar las antologías de manga "Men's Love" Nikutai Ha (Muscle Aqua), Oaks y G's Comics. Cuando se recopilan en tankōbon, estos manga se publican bajo el mismo sello que los libros yaoi convencionales de Aqua y tienen la misma imagen comercial. Desde el lanzamiento de The Dangerous Games of Dr. Makumakuran de Takeshi Matsu en 2015, Aqua no ha publicado títulos de manga gay adicionales.

### Editoriales extranjeras
Muchos editores y creadores japoneses de manga gay buscan activamente lectores extranjeros, aunque en lugar de traducciones oficiales con licencia, el manga gay a menudo se piratea y se realiza scanlation al inglés. En 2008, la editorial española La Cúpula publicó una antología de obras de manga de Jiraiya y Gengoroh Tagame en 2010. En 2011, la revista gay mexicana Anal Magazine publicó dibujos de Gengoroh Tagame en su segundo número. Las obras de Gengoroh Tagame también han sido traducidas al francés por H&O éditions. El primer manga gay en recibir una traducción al inglés con licencia oficial fue Standing Ovations, un one-shot de Gengoroh Tagame publicado en la antología estadounidense de cómics eróticos Thickness (2011-2012). En 2012, Digital Manga publicó una traducción al inglés de Hide and Seek de Reibun Ike, una serie de amor entre hombres publicada originalmente por Aqua Comics.
En 2013, PictureBox publicó The Passion of Gengoroh Tagame: Master of Gay Erotic Manga, el primer libro de manga gay publicado en inglés. Ese mismo año, Massive Goods fue fundada por Anne Ishii y Graham Kolbeins, dos de los editores de The Passion of Gengoroh Tagame, que crea traducciones al inglés de manga gay y productos que presentan obras de artistas de bara. En diciembre de 2014, Fantagraphics y Massive publicaron Massive: Gay Erotic Manga and the Men Who Make It, la primera antología de manga gay en inglés. Coeditado por Ishii, Kolbeins y Chip Kidd, Massive fue nominado al premio Eisner a la mejor antología. De 2014 a 2016, la editorial de libros alemana Bruno Gmünder Verlag publicó obras de Tagame, Takeshi Matsu y Mentaiko Itto en inglés bajo su sello «Bruno Gmünder Gay Manga».

### Otros medios
A diferencia del hentai y el yaoi, que se adaptan regularmente del manga a animaciones de vídeo originales (OVA) y series animadas en curso, no ha habido adaptaciones al anime del manga gay. Esto puede deberse a los importantes costos financieros asociados con la producción de animación en relación con el nicho de audiencia del manga gay, así como a la ausencia de revistas de manga gay que produzcan contenido serializado que se preste a una adaptación episódica. A pesar de esto, la mayor presencia de cuerpos masculinos objetivados como fanservice en el anime a partir de la década de 2010 se ha citado como un ejemplo de la influencia del manga gay en el anime convencional, como en series como All Out!!, Free! y Golden Kamuy.